# Situs inversus
Situs inversus (ICD-10 Q89.3) is een zeldzame verstoring van de links-rechtsconfiguratie binnen het lichaam. Met andere woorden, de organen zijn in spiegelbeeld gepositioneerd in het lichaam. De lever zit dan bijvoorbeeld links in plaats van rechts. De normale positionering van de organen heet situs solitus.
Er kan sprake zijn van een totale situs inversus (situs inversus totalis) of een partiële. Het komt voor bij minder dan 1 op de 10.000 mensen.
De verstoring gaat in ongeveer een kwart van de gevallen gepaard met structurele afwijkingen in de cilia (trilhaartjes). Dit heet het syndroom van Kartagener. Dit leidt tot een verstoring van het mucociliaire transport (het transport van slijm over de slijmvliezen, dat door de cilia wordt verzorgd).
Voor de desbetreffende personen is het belangrijk dat hun artsen dit weten en dat zij dit ook doorgeven aan hun omgeving, dit voor noodgevallen.
Bij het maken van een ECG moeten er kabeltjes verwisseld worden vanwege de in spiegelbeeld gepositioneerde organen, en dan met name het hart.
Een opvallende toename van situs inversus-gevallen werd enkele maanden na de opheffing van het zero-COVID-19-beleid in China waargenomen, wat samenviel met een toename van infecties met SARS-CoV-2. Dit zeldzame klinische bewijs suggereert een mogelijke link tussen infectie tijdens de zwangerschap en de ontwikkeling van situs inversus bij de foetus, specifiek in de 4e tot 6e zwangerschapsweek.

## Bekende personen
Enkele bekende personen met situs inversus (totalis) zijn:
- Enrique Iglesias, een Spaanse zanger, songwriter, acteur en producer.[2]
- Catherine O'Hara, Canadees-Amerikaanse actrice, schrijfster en komiek.
- Ginggaew Lorsoongnern, een Thaise veroordeelde geëxecuteerd door een vuurpeloton. Haar toestand werd ontdekt nadat ze in de linkerkant van haar borst was geschoten en overleefde. Nadat ze wakker was geworden in het mortuarium, werd ze teruggenomen en geëxecuteerd.
- Tim Miller, directeur van het Ashtanga Yoga Center in Carlsbad, Californië.
- Rose Marie Bentley, een vrouw uit Molalla, Oregon die onbewust de zeldzame variant situs inversus met levocardie had, en 99 jaar zonder complicaties leefde. Ze schonk haar lichaam aan de Oregon Health & Science University, waar haar toestand werd ontdekt tijdens een anatomieles nadat studenten de ongebruikelijke opstelling van de bloedvaten van haar hart opmerkten, wat aanleiding gaf tot verder onderzoek van het stoffelijk overschot.